# Don Marcelino
Don Marcelino is een gemeente in de Filipijnse provincie Davao Occidental op het eiland Mindanao. Bij de laatste census in 2007 had de gemeente ruim 35 duizend inwoners.

## Geografie

### Bestuurlijke indeling
Don Marcelino is onderverdeeld in de volgende 15 barangays:
| - Baluntaya - Calian - Dalupan - Kinanga - Kiobog - Lanao - Lapuan - Lawa | - Linadasan - Mabuhay - North Lamidan - Nueva Villa - South Lamidan - Talagutong - West Lamidan |

## Demografie
Don Marcelino had bij de census van 2007 een inwoneraantal van 35.166 mensen. Dit zijn 1.763 mensen (5,3%) meer dan bij de vorige census van 2000. De gemiddelde jaarlijkse groei komt daarmee uit op 0,71%, hetgeen lager is dan het landelijk jaarlijks gemiddelde over deze periode (2,04%). Vergeleken met de census van 1995 is het aantal mensen met 5.198 (17,3%) toegenomen.

De bevolkingsdichtheid van Don Marcelino was ten tijde van de laatste census, met 35.166 inwoners op 300,76 km², 116,9 mensen per km².